# Jack l'Éclair

Jack l'Éclair (Lightning Jack) est un film australo-américain réalisé par Simon Wincer, sorti en 1994.

## Synopsis
Pour s'assurer une retraite paisible, Jack L'Éclair, bandit vieillissant, timide et gaffeur, mais tireur hors pair, cherche un associé pour tenter un dernier coup. Ben Doyle, modeste employé noir et muet sans aucune expérience de la vie mais doté d'une obstination à toute épreuve, une générosité sans faille et un goût inné pour l'aventure, vient lui proposer ses services.

## Fiche technique
- Titre : Jack l'Éclair
- Titre original : Lightning Jack
- Réalisation : Simon Wincer
- Production : Simon Wincer et Paul Hogan pour Lightning Ridge ; Greg Coote pour Village Roadshow Pictures
- Pays de production :  Australie,  États-Unis
- Durée : 94 minutes (1 h 34)
- Dates de sortie[1] :
  - États-Unis : 11 mars 1994
  - Australie : 31 mars 1994
  - France : 24 juillet 1994
- Video : Sortie en VHS le 01/01/1995 avec la VF d'Yves Renier / Sortie en DVD le 11/04/1999 avec une VF Québécois pas la vrai VF d'Yves Renier

## Distribution
- Paul Hogan (VF : Yves Rénier) : Jack l'Éclair
- Cuba Gooding Jr. : Ben Doyle
- Beverly D'Angelo : Lana Castel
- Pat Hingle : U.S. Marshal Dan Kurtz
- L.Q. Jones : Sheriff
- Richard Riehle : Marcus